# Selenogyrus brunneus
Selenogyrus brunneus är en spindelart som beskrevs av Embrik Strand 1907. Selenogyrus brunneus ingår i släktet Selenogyrus och familjen fågelspindlar. Inga underarter finns listade i Catalogue of Life.